# Anaea threnodion
Anaea threnodion is een vlinder uit de familie van de Nymphalidae. De wetenschappelijke naam van de soort is voor het eerst geldig gepubliceerd in 1929 door Rudolf Bargmann.